# 东海龙王
東海龍王，又稱  東海廣德王、滄甯德王，別名顯仁，《西遊記》中稱為敖廣，《封神演義》中稱為敖光。在五方龙王中叫青龙，同时是代表东方的神兽。
唐天寶十年（751年），唐玄宗為四海龍王下詔封號，加封南海龍王為廣利王，同時封東海龍王為廣德王、北海龍王為廣澤王、西海龍王為廣順王。命重臣奉金字王簡之冊，舉行盛大加冕典禮
。
祂也是四海龍王之首，同其他三個龍王，掌管興雲佈雨，住在東海龍宮中，治理東海，統領水族，黿帥、蝦兵、蟹將等是其臣屬。東海龍王的原型亦即娑竭羅龍王，屬佛教天龍八部之一；「娑竭羅」即為「海」。

## 文學記載

### 《西遊記》
孫悟空成道之後，因缺乏稱手的兵器，向作為近鄰的敖廣索要，敖廣無法推脫，命手下先後抬出了三千六百斤的九股叉、七千二百斤的方天輪，沒想到孫悟空都嫌輕，最後沒法，採納了龍婆的建議，想用大禹治水留下的定海神針鐵嚇走孫悟空，陰錯陽差下，讓這重達一萬三千五百斤的如意金箍棒成了孫悟空的武器。

### 《封神演義》
哪吒和東海龍王的三太子敖丙在東海玩水，結果和敖丙起衝突，並將其打死。
東海龍王到陳塘關興師問罪，為了不連累父母，哪吒割肉還母、剔骨還父，當場自戕。而後，哪吒在其父李靖阻撓，復活不成的情形之下，太乙真人用蓮花蓮藕給哪吒造了一個新的肉體。